# HISS
HISS ist eine deutsche Folk-Rock-Polka-Band aus Stuttgart, die seit 1995 besteht und seitdem acht Alben veröffentlicht sowie diverse Fernsehauftritte und Radiofeatures absolviert hat.

## Geschichte
Die Geschichte von HISS begann im Frühjahr 1995 in Stuttgart, als Stefan Hiss (Akkordeon, Gesang) gemeinsam mit seinen Bandkollegen Volker Schuh (Bass), Michael Roth (Mundharmonika), Andi Feller (Gitarren, Mandoline) und Patch Pacher (Schlagzeug) die Band gründete. Ihre Vorgängerband Erich und das Polk wurde kollektiv verlassen. Im Sommer und Herbst gleichen Jahres folgten die ersten Auftritte auf Festivals und in Clubs.
Die Besetzung von HISS hat sich seither kaum verändert. Im August 2000 verließ Patch Pacher die Band, Jochen Ritter wurde neuer Schlagzeuger. Im Januar 2003 kehrte Patch Pacher ans Schlagzeug zurück und Thomas Grollmus ersetzte Andi Feller an Gitarre und Mandoline. Erst neun Jahre später erfolgte ein weiterer Wechsel, als Bernd Öhlenschläger auf Patch Pacher am Schlagzeug folgte.
Erstes Aufsehen erregten HISS mit der Negerpolka, mit der die Band einen Plattenvertrag bei Intercord bekam. 1997 wurde der Titel für den Rio-Reiser-Songpreis nominiert und 2001 vom Cornelsen Verlag für eine Unterrichtseinheit gegen Fremdenhass in das Schulbuch Durchstarten aufgenommen. Mit dem Titel Komm tanz mit mir nahmen HISS 1998 an der ZDF-Hitparade teil, wo sie den dritten Platz erreichten.
Mit ihrer CD Polka für die Welt (2003), auf der HISS in Coverversionen aus aller Welt – etwa aus Texas, Mexiko, Finnland und Transsilvanien – die Polka als weltumspannendes Phänomen darstellten, erlangte die Band erhöhte Aufmerksamkeit im Kulturradio, was 2004 schließlich zur Verleihung des deutschen Weltmusikpreises RUTH in der Kategorie „Deutsche Roots“ auf dem TFF.Rudolstadt, einem der bedeutendsten und größten Folkfestivals Europas, führte. Ihr zehnjähriges Bestehen feierten HISS im Jahr 2005 mit der Veröffentlichung eines Live-Albums. Im Herbst desselben Jahres wurde der Spielfilm Zur Sonne abgedreht, bei dem die Band HISS im Mittelpunkt einer fiktiven Geschichte steht. Der Film feierte im März 2007 in Offenburg Premiere.

## Stil
Der Stil von HISS, den die Band selbst als Polka'n'Roll definiert, ist eine Mixtur aus volksmusikalischen Wurzeln aller Art mit Rock and Roll. Blues, Country und lateinamerikanische Einflüsse spielen dabei ebenso eine Rolle wie Polka und Walzer. Das Akkordeon als Lead-Instrument, der Gesang von Stefan Hiss sowie die Mundharmonika von Michael Roth bilden das Fundament des Hiss-Sounds.
Bekannt geworden sind HISS vor allem durch ihr unermüdliches Touren, das sie rund 80–100 mal im Jahr auf die Bühnen ganz Deutschlands bringt.
Auf der Bühne pflegt die Band ein von Wildwest-Romantik und Vagabunden-Klischees durchzogenes Image, das sich auch in vielen ihrer Songtexte widerspiegelt. Die Texte der Band und ihre Auftritte kann man teilweise auch als Musikkabarett verstehen.

## Diskografie
- 1996: Negerpolka (Single-CD, Wintrup Musikverlag)
- 1997: Herz und Verrat (Intercord/EMI)
- 1997: HISS Live (Live-EP-CD, Intercord/EMI)
- 1998: Tut Buße (Intercord/EMI)
- 2001: Tränen, Tabak und Tequila (Edel)
- 2004: Polka für die Welt (Edel)
- 2006: 10J – Live in der Scala (CD und Live-DVD, Edel)
- 2008: Zeugen des Verfalls (Mäule und Gosch)
- 2013: Das Gesetz der Prärie (H’Art)
- 2018: Südsee, Sehnsucht und Skorbut (H’Art)

## Nominierungen, Platzierungen und Preise
- September 1997: Nominierung des Titels Negerpolka für den Rio-Reiser-Songpreis
- November 1997: Förderpreis der SDR 2-Liederbestenliste (Musikkritikerpreis)
- März 1998: Platz 3 der ZDF-Hitparade mit Komm tanz mit mir
- Juli 2004: deutscher Preis für Folk und Weltmusik, die Deutsche Ruth, für das Album Polka für die Welt
- Februar 2007: Creole-Preis für Weltmusik Baden-Württemberg (Vorentscheid zum Bundeswettbewerb)
- Oktober 2012: Ravensburger Kupferle (Oberschwäbischer Kleinkunstpreis)
- April 2019: Kleinkunstpreis Baden-Württemberg